# Gastrophryninae
Le Gastrophryninae Fitzinger, 1843 sono una sottofamiglia di rane della famiglia Microhylidae.

## Distribuzione
Le specie di questi generi si trovano in Nordamerica e in Sudamerica.

## Tassonomia
La sottofamiglia Gastrophryninae comprende i seguenti 11 generi:
- Arcovomer Carvalho , 1954 (1 sp.)
- Chiasmocleis Méhely, 1904 (36 sp.)
- Ctenophryne Mocquard, 1904 (6 sp.)
- Dasypops Miranda-Ribeiro, 1924 (1 sp.)
- Dermatonotus Méhely, 1904 (1 sp.)
- Elachistocleis Parker, 1927 (19 sp.)
- Gastrophryne Fitzinger, 1843 (4 sp.)
- Hamptophryne Carvalho, 1954 (2 sp.)
- Hypopachus Keferstein, 1867 (5 sp.)
- Myersiella Carvalho , 1954 (1 sp.)
- Stereocyclops Cope , 1870 (4 sp.)